# Porlieria chilensis
Espèce
Porlieria chilensis est une espèce de plantes de la famille des Zygophyllaceae.